# Gonçal Mayos Solsona
Gonçal Mayos Solsona, né en 1957 à Vilanova de la Barca dans la province de Lleida, est un philosophe, essayiste et professeur à l'Université de Barcelone. Spécialiste de Nietzsche, Hegel, Herder, Kant, Descartes, D'Alembert..., il a évolué dans l'étude de grands mouvements modernes (rationalisme, illustration, romantisme, philosophie du soupçon) et son influence sur les formes contemporaines (postmodernisme...). 
Mayos a bercé le terme «macro-philosophie» ("macrofilosofía") pour caractériser son analyse globale, comparée, interdisciplinaire et de longue durée dans les domaines philosophiques, épistémologiques, sociologiques et politiques. Il a écrit de nombreux livres et articles, dirige OPEN-PHI (Open Network for Postdisciplinarity and Macrophilosophy), codirige GIRCHE (Grup Internacional de Recerca 'Cultura, Història i Estat') et préside le Joan Maragall Liceu de Philosophie de l’Ateneu Barcelonès.